# Mario Aurelio Poli
Mario Aurelio Poli (Buenos Aires, 29. studenog 1947.), je argentinski rimokatolički kardinal i nadbiskup Buenos Airesa.

## Životopis
Mario Aurelio Poli je rođen u Buenos Airesu, 29. studenog 1947. godine. Započeo je filozofsko-teološki studij 1969. u sjemeništu Inmaculada Concepción u Villi Devoto. Doktor teologije postao je na Papinskom katoličkom sveučilištu u Argentini. Poli je zaređen za svećenika 25. studenog 1978. te je vodio župu San Cayetano u Liniersu dvije godine.
Papa Ivan Pavao II. ga je imenovao pomoćnim nadbiskupom Buenos Airesa i naslovnim biskupom biskupije Abidda, 8. veljače 2002. godine. Papa Benedikt XVI. ga je, 24. lipnja 2008., imenovao biskupom biskupije Santa Rosa. Polijevo službeno imenovanje za nadbiskupa Buenos Airesa objavljeno je 28. ožujka 2013., a ustoličen je 20. travnja iste godine. Tako je Poli preuzeo mjesto Jorgea Bergoglija koji je te godine postao biskup Rima. Preuzevši tu dužnost postao je primasom Argentine.
Poli je zarađen za kardinala svećenika, na konzistoriju, 22. veljače 2014. godine, i dodijeljena mu je naslovna crkva San Roberto Bellarmino. Dana 22. svibnja 2014. godine imenovan je za člana Kongregacije za Istočne Crkve te Papinskog vijeća za laike. Godine 2015. Poli se, zbog administrativnih razloga, založio da se Svećeničko bratstvo sv. Pija X. pri argentinskoj vladi prizna kao "biskupijsko udruženje".
Za geslo ima Daj dakle sluzi svojemu srce razumno (lat. Dabis ergo servo tuo cor docile, špa. Concédeme Señor un corazón que escuche).